# Joost Pinedo

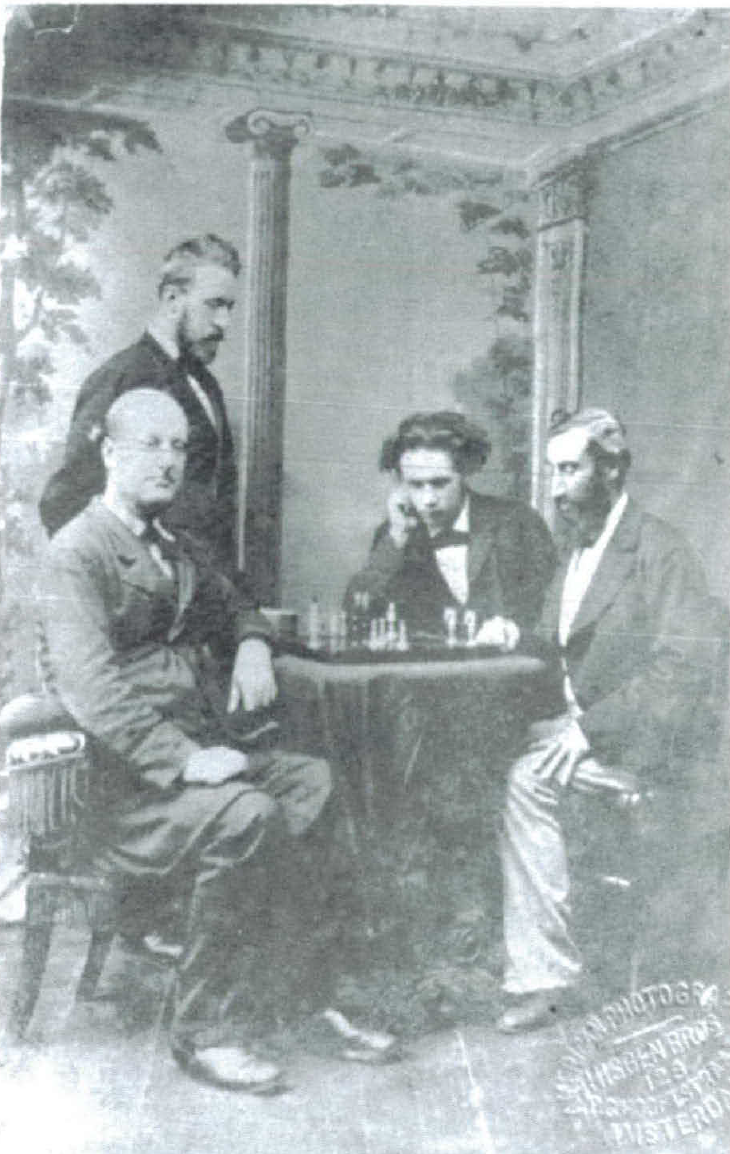
Schaaktafereeltje in het VAS, 1880: Pinedo (rechts) samen met Rudolf Loman tegen Henry Bird (links). G. Mohr kijkt toe.

Joost Pinedo (1835 - Amsterdam, 1890), ook bekend als Joost Pinedo Jr., was een Amsterdamse schaker in de negentiende eeuw. Hij staat te boek als een van de eerste schakers in de Nederlandse geschiedenis die bedreven was in het blind simultaanschaken. Pinedo was lid van het Vereenigd Amsterdamsch Schaakgenootschap (VAS) en tevens de oprichter van het schaaktijdschrift Morphy.

## Blindsimultaanschaken
Blindschaken had in de negentiende eeuw nog nauwelijks zijn intrede in Nederland gedaan. De eerste spelers die dit kunstje op kleine schaal verstonden waren R. Heeren (Strijdt met Beleid, Nijmegen), Thomas Werndly (Pallas, Deventer), en Willem Verbeek (Sissa, Wijk bij Duurstede).
De primeur in Nederland was dan ook een spektakel toen Pinedo in 1862 een demonstratie gaf met het blindschaken tegen zes tot tien borden tegelijkertijd. Hiermee was hij de eerste Nederlander die zich min of meer kon meten met het niveau van drie grote namen in de schaakwereld: Paul Morphy (die in 1858 met acht van Parijs' sterkste schakers speelde, met een score van +6=2), Louis Paulsen (die tegen tien borden tegelijkertijd kon blindschaken) en Joseph Blackburne (die zijn kost verdiende met blindsimultaanschaakdemonstraties, zoals hij ook in 1873 in Den Haag zou doen).

## Morphy schaaktijdschrift
Nadat Verbeeks Sissa schaaktijdschrift in 1874 ter ziele was gegaan, zat de Nederlandse schaakwereld jaren zonder blad. In een poging dit gemis op te vangen zette Pinedo in 1885 eigenhandig een nieuw schaaktijdschrift, Morphy, op. Niet verrassend verwees de naam van dit blad naar de toen al legendarische Paul Morphy. Het blad zou, een onderbreking daargelaten, tot 1887 twee keer per maand uitkomen.
Het zou geen succes worden, ondanks eerst morele en daarna financiële steun van de Nederlandse Schaakbond. Naderhand werd Morphy dan ook hard afgeserveerd. Na de toestanden rondom Sissa, De Schaakwereld en enkele mislukte pogingen in 1878 en 1879 een orgaan op te zetten, leek de Bond, aldus Van Lennep, "voorloopig genoeg leergeld te hebben betaald aan zijn 'Organen'. Althans het prulblaadje Morphy, dat in '86 en '87 te Amsterdam verscheen werd niet met een zoodanigen titel verrijkt, maar gedurende één jaar met een geringe som gesubsidieerd."